# 64 Arietis
Désignations
64 Arietis (en abrégé 64 Ari) est une possible étoile binaire de la constellation du Bélier. 64 Arietis est sa désignation de Flamsteed. Elle est faiblement visible à l'œil nu sous la forme d'une étoile orange pâle avec une magnitude apparente de +5,67. Sur la base d'un décalage annuel de la parallaxe de 15,2 mas, elle est située à environ 214 années-lumière (66 parsecs) de la Terre. Elle s'éloigne du Système solaire avec une vitesse radiale héliocentrique de +8,5 km/s.
64 Arietis est une binaire astrométrique présumée. Le composant visible est une étoile géante vieillissante de type spectral K4 III, traversant actuellement la branche des géantes rouges. Elle est âgée d'environ 5,2 milliards d'années et a une masse de 1,27 fois celle du Soleil. L'approvisionnement en hydrogène dans son noyau étant épuisé, l'étoile s'est étendue jusqu'à 11 fois le rayon du Soleil et brille avec une luminosité 42 fois supérieure à celle du Soleil. Cette énergie est rayonnée depuis son atmosphère à une température effective de 4 426 K, lui donnant la couleur orange d'une étoile de type K.